# Xenophidion
Xenophidion é um gênero de serpentes descrito pela primeira vez em 1995 e o único gênero da família monotípica Xenophidiidae. Esse gênero é encontrado em Bornéu e na Malásia peninsular.

## Morfologia e classificação
A classificação desse gênero é taxonômica e filogeneticamente desafiadora, pois essas serpentes possuem várias características morfológicas que as distinguem de todas as outras espécies de serpentes: escamas da cabeça com várias papilas sensoriais, grandes escamas pré-frontais e uma mandíbula superior com um processo palatino espinhoso. Elas também não apresentam vestígios da cintura pélvica, pulmão esquerdo ou osso coronoide. Em 2004, o sequenciamento do citocromo b sugeriu uma relação de parentesco entre Xenophidion e Bolyeridae das Ilhas Maurício. Semelhante à Boyleriidae, as serpentes do gênero Xenophidion têm uma maxila articulada.

## Dieta, reprodução e habitat
Sabe-se muito pouco sobre esse gênero. A dissecação de espécimes revelou a presença de um escíncido parcialmente digerido e um modo de reprodução ovíparo, mas os espécimes machos ainda não foram identificados. Eles provavelmente são fossoriais e podem estar sob grave ameaça da agricultura de azeite de dendê.

## Espécies
- Xenophidion acanthognathus [en] Günther & Manthey, 1995[5]

- Xenophidion schaeferi [en] Günther & Manthey, 1995[6]